# William Watson (Naturforscher)

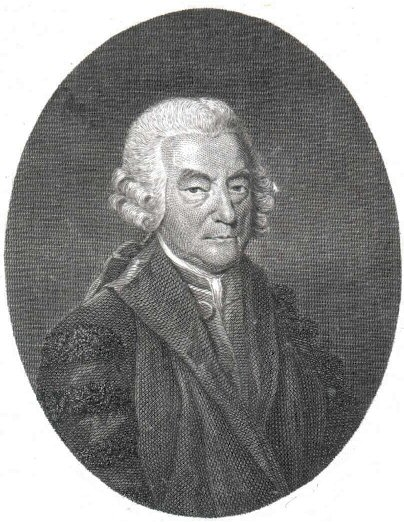
William Watson. Linienstich von J. Thornwaite nach einem Ölgemälde des englischen Porträtmalers Lemuel Francis Abbott, 1784

Sir William Watson (* 3. April 1715 in London; † 10. Mai 1787 ebenda) war ein englischer Apotheker, Arzt und Naturforscher.
Als Mitglied der Londoner Royal Society verfasste Watson eine Reihe von Arbeiten zu botanischen Themen und propagierte die Einführung der Linnéschen Systematik. Bekannt wurde Watson vor allem durch seine Leistungen auf dem Gebiet der Experimentalphysik, für die er 1745 mit der Copley Medal ausgezeichnet wurde. Gemeinsam mit John Bevis gelang ihm 1746 eine entscheidende Verbesserung der „Leidener Flasche“, der frühesten Bauform eines Kondensators. Neben seinem in mehreren Auflagen erschienenen Hauptwerk mit dem Titel Experiments and Observations tending to illustrate the Nature and Properties of Electricity veröffentlichte Watson auf der Grundlage seiner Erfahrungen als Arzt am Londoner Waisenhaus 1768 eine zu ihrer Zeit vielbeachtete Schrift zur Impfung von Kindern gegen Pocken. Im Jahr 1772 wurde er zum Vizepräsidenten der Royal Society berufen.
Sein offizielles botanisches Autorenkürzel lautet „Watson“.

## Leben und Werk

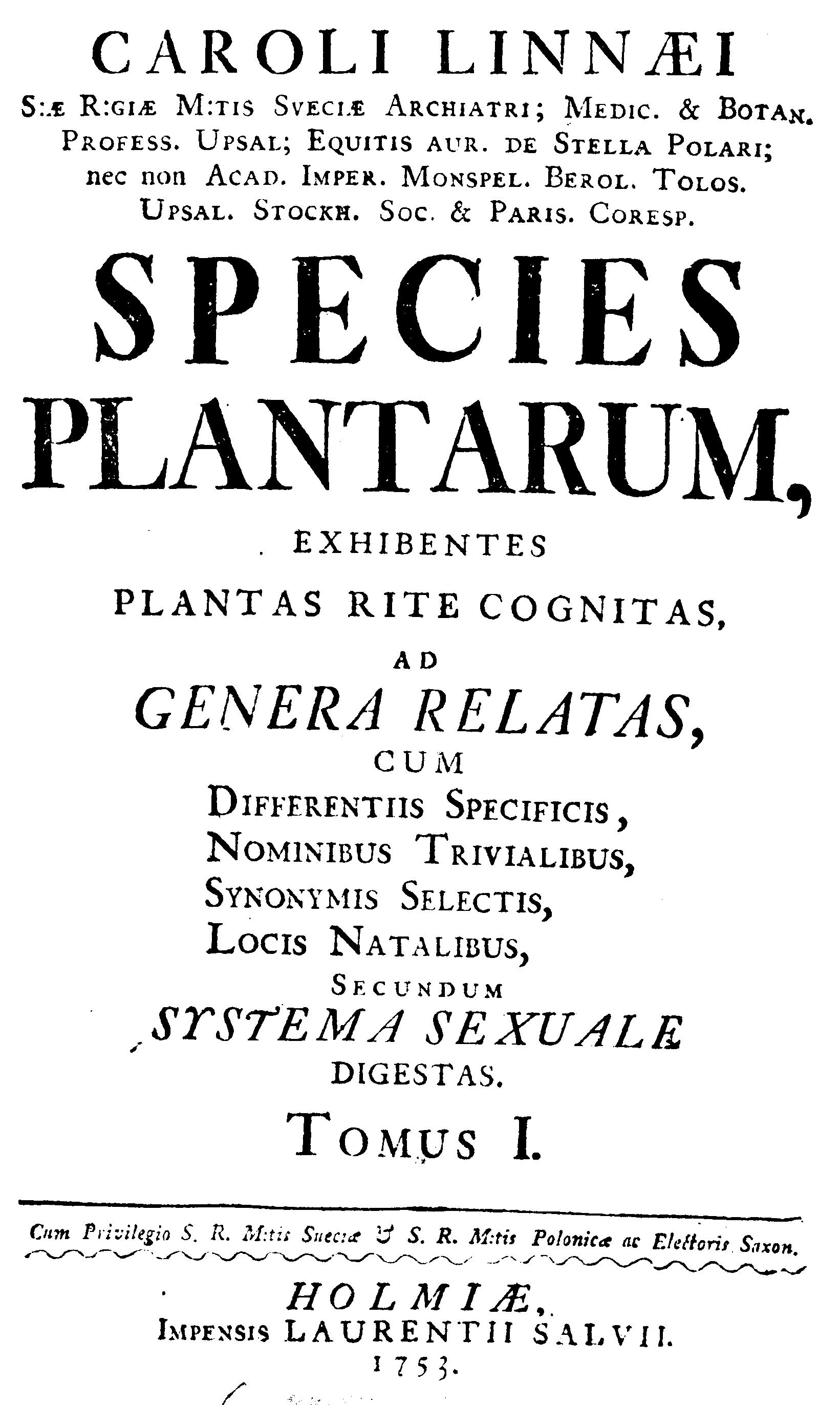
Titelblatt von Linnés Species Plantarum. Watson schrieb in England die erste Rezension des Werkes.

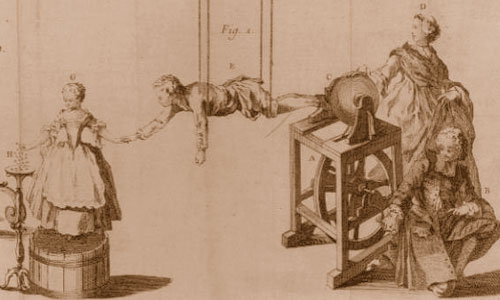
Illustration eines von Watsons Versuchen zur Elektrostatik aus der französischsprachigen Ausgabe von Experiments and Observations tending to illustrate the Nature and Properties of Electricity (Paris 1748). Auf der rechten Seite wird durch eine Elektrisiermaschine Reibungselektrizität erzeugt, die durch die Körper von zwei Versuchspersonen geleitet wird. Die Entladung aus dem Finger der linken Versuchsperson führt über einer Wasserschale zur Entstehung eines Tröpfchennebels.

### Jugend und Ausbildung
William Watson wurde 1715 als Sohn eines Kornhändlers im Londoner Stadtteil Smithfield geboren. Ab 1726 besuchte er die Merchant Taylors’ School. Er begann am 6. April 1731 eine Ausbildung bei dem Apotheker Thomas Richardson. Während der folgenden acht Jahre zeichnete er sich durch besonderen Fleiß bei der Bestimmung von Pflanzen aus, wofür er mit einem Preis der Londoner Society of Apothecaries ausgezeichnet wurde. Im Sommer 1738 heiratete Watson, schloss seine Ausbildung vorzeitig ab und eröffnete eine eigene Apotheke im Londoner Stadtteil Aldersgate.

### Mitglied der Royal Society
Ab März 1738 besuchte Watson die Zusammenkünfte der Londoner Royal Society, die seit 1660 unter der Maßgabe zusammentrat, wissenschaftliche Erkenntnisse aus experimentellen Forschungen abzuleiten, anstatt sich – wie bisher allgemein üblich – auf anerkannte Autoritäten zu stützen. Am 9. April 1741 wurde Watson zum Mitglied der Gesellschaft gewählt. Er besuchte fortan regelmäßig sowohl die öffentlichen als auch die ab 1743 stattfindenden nicht öffentlichen Treffen. Mit dem Aufsatz A Case Wherein Part of the Lungs Were Coughed up („Ein Fall, bei dem Teile der Lunge ausgehustet wurden“) veröffentlichte er 1741 kurz nach seiner Aufnahme den ersten in einer langen Reihe von Beiträgen zu den Philosophical Transactions, dem Publikationsorgan der Royal Society.

### Botanische Studien
Watsons eigene botanische Aufsätze in den Philosophical Transactions umfassten ein breites Themengebiet. 1743 widerlegte er Roger Pickerings Behauptung, als Erster die Vermehrung von Pilzen durch Sporen entdeckt zu haben, indem er auf die Forschungen Pier Antonio Michelis verwies. Im Dezember 1744 veröffentlichte er eine Erstbeschreibung der Pilzgattung Erdsterne (Geastrum), die unter europäischen Botanikern auf großes Interesse stieß. In mehreren Publikationen widmete Watson sich der Beschreibung von Unglücksfällen durch das Gift des Schierlings und des Schwarzen Bilsenkrauts. In einem Aufsatz aus dem Jahr 1754 argumentierte er für die Zweihäusigkeit der Europäischen Stechpalme.
Neben der Publikation eigener Arbeiten trat Watson auf dem Gebiet der Botanik auch durch die Besprechung oder Mitteilung fremder Forschungsergebnisse hervor. 1742 rezensierte er Albrecht von Hallers Beschreibung der schweizerischen Alpenflora (Enumeratio methodica stirpium Helveticae indigenarum) und im Mai veröffentlichte er die Übersetzung eines bis dahin in England unbeachteten Berichts des Franzosen Jean-André Peysonnel (1694–1759), dass Korallen Tiere und nicht – wie bisher angenommen – Pflanzen seien. Ende 1754 erschien im Gentleman’s Magazine unter dem Autorenkürzel „W. W.“ die erste englischsprachige Rezension zu Carl von Linnés Species Plantarum, in der sich Watson lobend über Linnés Nomenklatur äußerte. Der englische Botaniker Richard Pulteney, selber ein Verfechter der Linnéschen Systematik, nannte Watson später ein „lebendes Lexikon der Botanik“ (a living lexicon of botany).

### Versuche zur Elektrizität
Von 1744 an führte Watson Experimente zur Elektrizität durch. Angeregt durch Berichte des Leipziger Professors Johann Heinrich Winckler gelang es ihm Ende März 1745, warmen Spiritus mittels einer elektrostatischen Entladung zu entzünden. In einer weiteren Versuchsreihe, die er im Verlauf des Jahres 1745 durchführte, experimentierte er mit verschiedenen Isolatoren und untersuchte die Leitfähigkeit von Glas, Kork und Metall. Assistiert von dem amtierenden Vorsitzenden der Royal Society Martin Folkes fanden einige der Versuche in Anwesenheit der beiden Söhne des englischen Königs, Friedrich Ludwig von Hannover und Wilhelm August, Herzog von Cumberland statt.
Auf Vorschlag von Hans Sloane, dem ehemaligen Vorsitzenden der Royal Society, erhielt Watson 1745 für seine Experimente die Copley Medal, die einmal jährlich vergebene höchste Auszeichnung der Gesellschaft. Ein Jahr später veröffentlichte Watson seine Ergebnisse unter dem Titel Experiments and Observations tending to illustrate the Nature and Properties of Electricity („Experimente und Beobachtungen zur Erklärung der Natur und der Eigenschaften von Elektrizität“). Die rund 60-seitige Schrift erlebte noch im selben Jahr allein in London vier Auflagen und lag bereits zwei Jahre später in einer französischsprachigen Übersetzung vor.
In Übereinstimmung mit dem französischen Experimentalphysiker Abbé Nollet betrachtete Watson Elektrizität als einen kontinuierlichen, bewegten Strom eines elektrischen Fluidums. Die Elektrisiermaschine begriff er als eine Art Pumpe, die dieses Fluidum über ihre Erdung aus dem Boden pumpt.

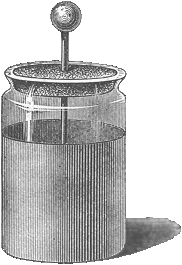
Leidener Flasche

Als 1746 die Nachricht von der Erfindung der Leidener Flasche nach England drang, begann Watson unverzüglich mit ihr zu experimentieren. Mit der Leidener Flasche, der ältesten Bauform eines Kondensators, konnte erstmals elektrische Ladung gesammelt, verstärkt, aufbewahrt und transportiert werden. Sie besteht aus einem nach oben offenen Glasgefäß, aus dessen Deckel ein mit einer Metallkugel versehener Messingstab ragt. Mit Hilfe einer Elektrisiermaschine und unter Ausnutzung des Effektes der Influenz kann die Flasche aufgeladen werden.
Während die Flasche in den ursprünglichen Versuchsanordnungen mit Alkohol gefüllt war, verzichtete Watson auf Anregung des Londoner Arztes John Bevis auf die Flüssigkeit und verstärkte den Effekt der Flasche durch den Einsatz dünneren Glases und einer inneren und äußeren Verkleidung mit Stanniol. Berührte eine Versuchsperson gleichzeitig die aus der Flasche ragende Metallkugel und die äußere Stanniolverkleidung der Flasche, so entlud sich die in der Flasche gespeicherte Ladung mit einem heftigen Schlag. Watson sah in dem Effekt eine Bestätigung seiner zuvor entwickelten Vorstellungen vom Stromfluss und veröffentlichte seine Ergebnisse noch vor Ende des Jahres 1746 in der Schrift A Sequel to the Experiments and Observations tending to illustrate the Nature and Properties of Electricity („Eine Fortsetzung der Experimente und Beobachtungen zur Erklärung der Natur und der Eigenschaften von Elektrizität“).
Im gleichen Jahr demonstrierte er auch, dass die Erde als Rückleiter verwendet werden kann.
Im Jahr 1747 versuchte Watson gemeinsam mit Martin Folkes, John Bevis, James Bradley und Charles Cavendish die Geschwindigkeit der Elektrizität zu messen. Dazu legten sie ein Kabel von einer Leidener Flasche über die Londoner Westminster Bridge und versuchten, den elektrischen Strom durch die Themse und ihre eigenen Körper zurückzuleiten. Aus dem Misslingen des Versuchs schlossen sie, dass die Elektrizität zu schnell war, um gemessen zu werden.
Als die erste Auflage von Benjamin Franklins Experiments and Observations on Electricity, made at Philadelphia in America 1751 in London erschien, verfasste Watson insgesamt wohlwollende Rezensionen, widersprach Franklin aber in der Frage der Aufladung der Leidener Flasche. Ein Jahr später misslang Watsons Versuch, Elektrizität während eines Gewittersturms zu untersuchen. Im selben Jahr berichtete er der Royal Society über seine gemeinsam mit Cavendish unternommenen Versuche zu elektrischen Entladungen im Vakuum und verglich den Effekt mit dem des Polarlichts. Ende der 1750er Jahre entspannte sich das Verhältnis zwischen Watson und Franklin und im Dezember 1762 empfahl Watson der britischen Admiralität die Anbringung der Franklinschen Blitzableiters zum Schutz des Purfleet arsenal. Zwei Jahre später veröffentlichte er in den Philosophical Transactions einen eigenen Vorschlag zum Schutz von Pulvermagazinen. 1769 gehörte er gemeinsam mit Benjamin Franklin, Edward Delaval, Benjamin Wilson und John Canton zu einer Kommission, die einen Vorschlag zur Sicherung der Londoner St Paul’s Cathedral gegen Blitzschlag ausarbeitete.

### Wirken als Mediziner
Im Oktober 1762 ging Watson als Arzt an das Londoner Foundling Hospital, eine von dem Philanthropen Thomas Coram gegründete Einrichtung für Waisenkinder. In den Philosophical Transactions veröffentlichte Watson Arbeiten zu den im selben Jahr in London ausgebrochenen Ruhr- und Grippeepidemien. 1763 folgte ein Aufsatz zur Behandlung der Muskelverspannungen beim Wundstarrkrampf mit Elektroschocks.
Seine wichtigste Schrift auf dem Gebiet der Medizin veröffentlichte Watson im Jahr 1768 unter dem Titel An Account of a series of experiments, instituted with a view of ascertaining the most successful method of inoculating the small-pox („Bericht über eine Reihe von Experimenten, die mit dem Ziel durchgeführt wurden, die erfolgreichste Methode der Pockenimpfung zu ermitteln“). Die Arbeit basierte auf seinen Erfahrungen als Kinderarzt im Waisenhaus. Watson empfahl, Kinder unter drei Jahren keinesfalls der damals praktizierten Pockenimpfung mittels Variolaviren zu unterziehen und sie gleichzeitig am Verzehr von Fleisch und alkoholischen Getränken zu hindern.
Am 6. Oktober 1786 wurde Watson für seine Leistungen als Knight Bachelor in den Adelsstand erhoben. Er starb am 10. Mai 1787 und hinterließ einen Sohn, der ihm später als Arzt und Naturforscher nachfolgte, und eine Tochter, die mit Edward Beadon, dem Bruder des Richard Beadon, Bischof von Bath und Wells, verheiratet war.

## Ehrungen
Ihm zu Ehren wurde die Gattung Watsonia Mill. aus der Pflanzenfamilie der Schwertliliengewächse (Iridaceae) benannt.

## Schriften (Auswahl)
Eigenständige Schriften
- Experiments and Observations tending to illustrate the Nature and Properties of Electricity. London 1746 (Digitalisat).
  - 2. Auflage. London 1746 (Digitalisat).
  - französischsprachige Ausgabe unter dem Titel Expériences et observations pour servir à l’explication de la nature et des propriétés de l’électricité …, in: William Watson, Johann Heinrich Winckler: Recueil de traités sur l’électricité. Paris 1748.
- A Sequel to the Experiments and Observations tending to illustrate the Nature and Properties of Electricity … London 1746 (kommentiert von Benjamin Rackstrow:[6] Some Remarks on a Pamphlet, intituled, A Sequel to the Experiments and Observations tending to illustrate the Nature and Properties of Electricity. In: ders.: Miscellaneous Observations, Together with a Collection of Experiments On Electricity … London 1748)
- An account of a series of experiments, instituted with a view of ascertaining the most successful method of inoculating the small-pox. London 1768 (Digitalisat).
  - deutschsprachige Ausgabe: Zweener berühmten englischen Aerzte des Herrn Doct. Watsons und Doct. Glaß Versuche und Abhandlungen von der neuesten und besten Art die Kinderblattern glücklich einzupfropfen. Übersetzung von Christian Heinrich Schütte. Halle 1769.

Zeitschriftenbeiträge
- A Case Wherein Part of the Lungs Were Coughed up. Presented to the Royal Society by William Watson, F. R. S. In: Philosophical Transactions. 41 (1741), ISSN 0260-7085, S. 623–624, online verfügbar als PDF-Dokument im zentralen Medienverzeichnis Wikimedia Commons (Watsons erste Veröffentlichung als Mitglied der Londoner Royal Society).
- Some Remarks Occasioned by the Precedeing Paper, Addressed to the Royal Society by Mr. William Watson, Apothecary, and F. R. S. In: Philosophical Transactions. 42 (1743), ISSN 0260-7085, S. 599–601, online verfügbar als PDF-Dokument im zentralen Medienverzeichnis Wikimedia Commons (Watsons erste Stellungnahme gegen Pickerings Ausführungen über die Entdeckung von Pilzsporen).
- Experiments and Observations, Tending to Illustrate the Nature and Properties of Electricity. In: Philosophical Transactions. 43 (1745), ISSN 0260-7085, S. 481–501, online verfügbar als PDF-Dokument im zentralen Medienverzeichnis Wikimedia Commons (Watsons Bericht an die Royal Society über die 1745 durchgeführte Versuchsreihe zur Elektrizität).
- An Account of a Manuscript Treatise … Intituled, Traité du Corail … That is to Say, A Treatise upon Coral, and Several Other Productions Furnish’d by the Sea, in Order to Illustrate the Natural History Thereof, by the Sieur de Peyssonnel … Extracted and Translated from the French by Mr. William Watson. In: Philosophical Transactions. 47 (1752), ISSN 0260-7085, S. 445–469, online verfügbar als PDF-Dokument im zentralen Medienverzeichnis Wikimedia Commons (Watsons Übersetzung des Berichts von Jean-André Peyssonnel, dass Korallen Tiere und nicht Pflanzen seien).
- Observations upon the Effects of Lightning, with an Account of the Apparatus Proposed to Prevent Its Mischiefs to Buildings, More Particularly to Powder Magazines …. In: Philosophical Transactions. 54 (1764), ISSN 0260-7085, S. 201–227, online verfügbar als PDF-Dokument im zentralen Medienverzeichnis Wikimedia Commons (Watsons Vorschläge zum Schutz von Pulvermagazinen vor Blitzschlägen).